# Abel Hermant
Abel Hermant (3. února 1862 Paříž – 29. září 1950 Chantilly) byl francouzský spisovatel, romanista, novinář a člen Académie française.

## Život
Narodil se v rodině architekta Pierre Hermanta (1823–1903) a Marie rozené Lacroix. Měl dva bratry: Reného (1855–1930) a hudebníka Pierra (1869–1928). S manželkou Georgette rozenou Charpentier (1872–1945), dcerou nakladatele Georga Charpentiera, se oženil 26. listopadu 1888. Svědci náboženského sňatku slaveného v kostele Saint-Thomas d'Aquin byli Alphonse Daudet, Edmond de Goncourt, Émile Zola a Théodore de Banville. Manželé se po úmrtí syna Marcela (1890) v r. 1892 rozvedli.
Abel Hermant byl výborný student, na Lycée Bonaparte dostal první cenu za dizertační práci ve všeobecné soutěži. R. 1880 začal studovat na École Normale Supérieure, kde měl Jeana Jaurèse a Reného Doumice jako přátele a spolužáky. Univerzitu ale opustil a stal se spisovatelem a novinářem. Jeho bohaté dílo zahrnuje více než 150 románů, 11 her, několik esejů a četné články publikované v novinách jako Le Figaro, Le Temps, Paris-Midi a Le Matin. V r. 1927 byl přijat na Académie française.
Abel Hermant byl v romanistice známý jako autor gramatiky Académie française (1932) a jako autor puristických publikací, jmenovitě jazykových kronik, které publikoval pod pseudonymem Lancelot v deníku Le Temps. Vědecký zájem o jeho puristické spisy spočíval v bohatství pozorování (protichůdných) změn (diachronie) v jazyce.
Od roku 1940 pracoval jako autor pro noviny Les Nouveaux Temps Jean Luchaires, které sledovaly extrémní proněmecký propagandistický kurz. Po skončení druhé světové války byl jako kolaborant 15. prosince 1945 vyloučen z Académie française a odsouzen k doživotnímu vězení, v roce 1948 byl omilostněn. Ospravedlnil se v knize Le Treizième cahier. Rêveries et souvenirs d'un philosophe proscrit (Paříž 1949).

## Dílo

### Spisy
| Les Mépris, Ollendorff, 1883 | Les Samedis de M. Lancelot, Flammarion, 1931 |
| M. Rabosson (l'éducation universitaire), E. Dentu, 1884                                                                                   | Le Fils des Incas, Flammarion, 1933 |
| La Mission de Cruchod (Jean-Baptiste), E. Dentu, 1885                                                                                     | Souvenirs de la vie frivole, Hachette (collection C'était hier), 1935                                                                                                   |
| Le Cavalier Miserey, Charpentier, 1887 | Madame de Krüdener, l'amie du tzar Alexandre Ier, Hachette (collection Le passé vivant), 1934                                                                           |
| Nathalie Madoré, Charpentier, 1888 | Poppée, l'Amante de l'Antéchrist, Albin Michel (collection Les grandes pécheresses), 1935                                                                               |
| Cœurs à part, Charpentier, 1890 | Lettre à Xavier sur la manière d'écrire, Hachette, 1935 |
| Amour de tête, Charpentier, 1890 | Savoir parler, Albin Michel (collection Les savoirs du temps présent), 1935                                                                                             |
| Amants exotiques, Marpon-Flammarion, 1890                                                                                                 | Souvenirs de la vie mondaine, Plon (collection Choses vues), 1935 |
| Serge, Charpentier, 1892 | La Reposée, Flammarion, 1937 |
| Ermeline – 1796, Charpentier et Fasquelle, 1892                                                                                           | Défense de la langue française – Lancelot 1937, 1939, Éditions de la nouvelle Revue Critique (recueil d'articles publiés dans le Figaro sous le pseudonyme de Lancelot) |
| Les Confidences d’une aïeule, Ollendorff, 1893                                                                                            | La Bigarrure plaît, Gallimard, 1938 |
| Le Disciple aimé, 1895 | La Castiglione, la dame de cœur des Tuileries, Hachette (collection Le passé vivant), 1938                                                                              |
| Le Frisson de Paris, Ollendorff, 1895 | Eugénie, impératrice des Français, Hachette, 1942 |
| Eddy et Paddy, Ollendorff, 1895, roman illustré par J.-E. Blanche                                                                         | Une vie, trois guerres – Témoignages et souvenirs, Pierre Lagrange, 1943                                                                                                |
| Deux Sphinx, Ollendorff, 1896, roman illustré par J.-E. Blanche                                                                           | Le Treizième Cahier: rêveries et souvenirs d'un philosophe proscrit, 1949                                                                                               |
| Les Transatlantiques, Ollendorff, 1897 | Cycle Les scenes de la vie des cours et des ambassades |
| Le Premier Pas (nouvelles), Editions de la Vie parisienne (illustrées par Léonce Burret), 1910                                            | La Carrière, Ollendorff, 1894 |
| Daniel, Lemerre, 1910 | Le Sceptre, Ollendorff, 1896 |
| Le Second Tournant (nouvelles), Editions de la Vie parisienne (illustrées par Léonce Burret), 1912                                        | Le Char de l'État, Ollendorff, 1900 |
| La Fameuse Comédienne, 1913 | Cycle Memoires pour servir a l'histoire de la societe |
| Le Rat, Paul Iribe, 1913 | Souvenirs du vicomte de Courpière, par un témoin, Ollendorff, 1901 |
| Heures de guerre de la famille Valadier, Lemerre, 1915                                                                                    | Confession d'un enfant d'hier, Ollendorff, 1903 |
| Histoire amoureuse de Fanfan, Flammarion, 1917                                                                                            | Monsieur de Courpière marié, Fayard (illustré par Antoine Calbet), 1904                                                                                                 |
| Histoires héroïques de mon ami Jean, Flammarion, 1917                                                                                     | Confession d'un homme d'aujourd'hui, Ollendorff, 1904 |
| Phili ou par delà le bien et le mal, Flammarion, 1921                                                                                     | Les Grands Bourgeois, Lemerre, 1906 |
| La Singulière Aventure, Flammarion, 1921                                                                                                  | La Discorde, Lemerre, 1907 |
| Le Petit Prince – La clef, Flammarion, 1922                                                                                               | Les Affranchis, Lemerre, 1908 |
| La Dame de la guerre, Flammarion, 1923 | Chronique du Cadet de Coutras, Juven, 1909 |
| Le Cycle de Lord Chelsea, Nouvelle Revue Française, 1923, œuvre sur le procès d'Oscar Wilde parue en quatre volumes publiés la même année | Les confidences d'une biche (1859–1871), Lemerre, 1909 |
| Xavier ou les Entretiens sur la grammaire française, 1923                                                                                 | Coutras soldat, Juven, 1909 |
| L'Excentrique, le double, les ombres – Chroniques anglaises, Flammarion, 1924                                                             | La Biche relancée, Lemerre, 1911 |
| Les Fortunes de Ludmilla, Flammarion, 1924                                                                                                | Histoire d'un fils de roi, Michaud (illustré par Pierre Brissaud), 1911                                                                                                 |
| Le Bourgeois, Hachette (collection Les caractères du temps), 1924                                                                         | Les Renards, Michaud, 1912 |
| Le Roman de Loup, Flammarion, 1925 | Coutras voyage, Michaud, 1913 |
| Platon, Grasset (collection Les heures antiques), 1925                                                                                    | L'Aube ardente [D'une guerre à l'autre I], Lemerre, 1919 |
| Éloge de la médisance, Hachette, 1925 | La Journée brève [D'une guerre à l'autre II], Lemerre, 1920 |
| La Marionnette – Secondes classes, Flammarion, 1926                                                                                       | Le Crépuscule tragique [D'une guerre à l'autre III], Lemerre, 1921 |
| Camille aux cheveux courts, Flammarion, 1927                                                                                              | La Flamme renversée, Flammarion, 1929 |
| Les Épaves, Ferenczi, 1927 | Épilogue de la vie amoureuse, Flammarion, 1930 |
| Le Nouvel Anacharsis. Promenade au jardin des lettres grecques, Grasset, 1928                                                             | La Dernière Incarnation de Monsieur de Courpière, Flammarion, 1937 |
| Dialogues socratiques, Honoré Champion, 1928                                                                                              | Cycle Scènes de la vie cosmopolite |
| Bigarrure, Lapina, 1928 | Le Joyeux Garçon, Lemerre, 1914 |
| Remarques de M. Lancelot pour la défense de la langue française, Flammarion, 1929                                                         | La Petite Femme, Lemerre, 1914 |
| Nouvelles remarques de M. Lancelot pour la défense de la langue française, Flammarion, 1929                                               | L'Autre aventure du joyeux garçon, Lemerre, 1916 |
| Tantale, Flammarion, 1930 | Le Caravansérail, Lemerre, 1917 |
| Le Linceul de pourpre, Flammarion, 1931                                                                                                   | Le Rival inconnu, Lemerre, 1918 |

### Divadlo
- 1896: La Meute
- 1897: La Carrière
- 1899: Le Faubourg
- 1900: Sylvie ou la Curieuse d'amour, Théâtre du Vaudeville
- 1902: L'Archiduc Paul, Théâtre du Gymnase, 25 mars
- 1904: L’Esbroufe
- 1905: La Belle Madame Héber
- 1906: Chaîne anglaise de Camille Oudinot et Abel Hermant, Théâtre du Vaudeville
- 1907: Monsieur de Courpière, Théâtre de l'Athénée
- 1909: Trains de luxe, comédie en 4 actes, 16 février 1909, Théâtre Réjane, Fayard (illustré par Lucien Métivet), puis édition classique (non illustrée) chez Lemerre, lire en ligne [archive] sur Gallica
- 1911: Le Cadet de Coutras, d'après son œuvre en prose
- 1914: Madame, comédie en 3 actes d'Abel Hermant et Alfred Savoir, Théâtre de la Porte-Saint-Martin, 10 février

### V češtině
- Kariéra: ze života dvorního a vyslaneckého – přeložila Olga Fastrová. Praha: Pařížský modní týden, 1906
- Legenda o sv. Janu Vespignanském – př. Stanislav Krotký; in: 1000 nejkrásnějších novel... č. 25. Praha: J. R. Vilímek, 1912
- Jediná svého druhu: z cyklu The First Step – př. Oliva Jílovská. Pacov: Přemysl Plaček, 1915[1]
- Malá otrokyně: román – př. Marta Janů. Praha: Jindřich Bačkovský, 1920